# Faust
 For alternative betydninger, se Faust (flertydig). (Se også artikler, som begynder med Faust)
Faust er hovedpersonen i en populær fortælling der har været anvendt som grundlag i mange forskellige værker. Fortællingen handler om en lærd mand, Heinrich Faust, der hidkalder djævelen, der i fortællingen almindeligvis hedder Mephistopheles, og tilbyder at sælge sin sjæl til ham hvis djævelen vil tjene ham en tid. En kontrakt underskrives med blod, men i de fleste senere udgaver af fortællingen forbliver Fausts sjæl dog hans egen efter at djævelens tjenestetid er ophørt.
Ideen til fortællingen er baseret på en virkelig person, Dr. Johann Georg Faust (ca. 1480-1540), som var en tysk alkymist der boede i landsbyen Staufen i Breisgau i det sydlige Tyskland. Han blev beskyldt for at øve sort magi og blev dræbt i 1540. Et tysk skillingstryk om hans synder blev oversat til engelsk i 1587, hvorefter Christopher Marlowe blev opmærksom på det. Marlowes skuespil Doctor Faustus, blev dernæst studeret af Goethe, og på den måde kom den fiktive Faust til at overskygge den historiske Faust, som man kun véd lidt om.
Fortællingen om Faust har været genfortalt eller hentydet til i romaner, digte, operaer, musik og film. De udgår alle fra Goethes (dramatiske) tragedie, nyoversat af Jon Høyer 2020-23: ISBN 978-87-02-34318-2. Eksempelvis Charles Gounods opera Faust fra 1859, Hector Berlioz' "opera-kantate" Le damnation de Faust (1845), Robert Schumanns "oratorium": Szenen aus Goethes Faust (1848-51) WoO3, Gustav Mahlers 8. symfoni "Sinfonie der Tausend", 2. del, slutscene fra Goethes Faust (1906), Thomas Manns roman fra 1947 "Doktor Faustus" med undertitlen "den tyske komponist Adrian Leverkühns liv, fortalt af en ven" er en parabel over Tysklands skæbne, oversat til dansk af Mogens Boisen i 1957 og genudgivet 1979 (Gyldendal), med Thomas Manns spin-off: "Die Entstehung des Doktor Faustus. Roman eines Romans" (1948). Den populære amerikanske tv-serie Frasier.